# Герб Мар'їнського району
Герб Мар’їнського райо́ну — офіційний символ Мар’їнського району Донецької області, затверджений 16 жовтня 2003 року рішенням № IV/8-4 сесії Мар'їнської районної ради.

## Опис
На щиті, скошеному зліва лазуровим і зеленим, золотий перев'яз зліва у вигляді блискавки. На першій частині золотий спис з червоним прапорцем у лівий перев'яз, протягнутий через золоту підкову. На другій частині золота монета, від якої вниз виходять золоті промені, супроводжувана зверху золотим колосом в балку, який перехідним в буханець хліба. Щит обрамований золотими колосками, перевитими пурпуровою стрічкою з написом «Мар'їнській район».
Комп'ютерна графіка — В. М. Напиткін, К. М. Богатов.